# Chetwynd Airport
Chetwynd Airport är en flygplats i Kanada. Den ligger i den centrala delen av landet, 3 400 km väster om huvudstaden Ottawa. Chetwynd Airport ligger 609 meter över havet.
Terrängen runt Chetwynd Airport är kuperad västerut, men österut är den platt. Chetwynd Airport ligger nere i en dal.Trakten runt Chetwynd Airport är nära nog obefolkad, med mindre än två invånare per kvadratkilometer.. Närmaste större samhälle är Chetwynd, 1,5 km norr om Chetwynd Airport.
I omgivningarna runt Chetwynd Airport växer i huvudsak blandskog.